# Loopdidoo
A Loopdidoo (eredeti cím: Grabouillon) 2006-ban indult francia televíziós 3D-s számítógépes animációs sorozat. A rendezők Paul Leluc és Jean-Luc François, az író Eddy Fluchon és Patrick Regnard. A producer Adrian Politowski, Gilles Waterkeyn és Eric Jacquot. Gyártója a Spirit Productions és az Umedia. Forgalmazója a Cartoonito és a Tiny Pop. Franciaországban a sugárzása 2006-tól tart. A sorozatnak 4 évada és 208 epizódja van, egy epizód hat percig tart.
Eredeti adója a francia France 5, ami a vetítő tévéadó mellett a gyártója is. Magyarországon a Minimax mutatta be, a Disney Junior az M2 és a  Boomerang sugározza. Az új részeket a Disney Junior mutatja be.

## Ismertető
A sorozat egy Petúnia nevű kislányról, s kutyájáról, Loopdidoo-ról szól, akik közösen tanulják meg, mire jók a szabályok és  hogyan kell  egyedül elvégezni a ház körüli teendőket. Például, hogyan kell süteményeket készíteni, miért fontos hagyni, hogy az orvos beadja a védőoltást,  illetve mely szabályokat kell betartani a korcsolyázás során, hogy az élvezhető maradhasson.

## Szereplők
| Szereplő                | Eredeti hang      | Magyar hang               | Magyar hang                                     | Magyar hang        | Leírás |
| Szereplő                | Eredeti hang      | Minimax                   | M2                                              | Disney Junior      | Leírás |
| ----------------------- | ----------------- | ------------------------- | ----------------------------------------------- | ------------------ | --- |
| Loopdidoo (Grabouillon) | Michel Elias      | Görög László              | Markovics Tamás                                 | Járai Máté         | Fehér, enyhén duci, tanulékony öleb, aki intelligens és nem riad vissza a kalandoktól (amelyek során új dolgokat tanul). A gazdája Petúnia, s gyorsan szót értenek egymással. |
| Petúnia (Pétunia)       | Sandrine Le Berre | Bálint Sugárka            | Kardos Eszter (2. évad) Hermann Lilla (3. évad) | Bogdányi Titanilla | Loopdidoo ügyes és okos, 5 éves gazdája, egy intelligens kislány, aki jó viszonyba van kutyusával.                                                                            |
| Yago (Bagou)            | Martial Leminoux  | Besenczi Árpád            | Király Adrián (2-3. évad)                       | Előd Álmos         | |
| Bazel (Basile)          | Brigitte Guedj    | Szvetlov Balázs           | ifj. Boldog Gábor                               | Szalay Csongor     | |
| Zazimut (Zazimute)      | Jérémy Prévost    | Nem szerepelt az 1.évadba | Seszták Szabolcs                                | Horváth Illés      | |

- További magyar hangok (Minimax): Pálos Zsuzsa, Rátonyi Hajni, Szokol Péter
- További magyar hangok (M2): Papucsek Vilmos, Szokol Péter, Bozó Andrea, Ungvári Gergely, Boldog Emese, Grúber Zita, Szórádi Erika
- További magyar hangok (Disney Junior): Bácskai János, Kassai Károly, Kokas Piroska, Mezei Kitty, Nádasi Veronika, Sarádi Zsolt

### Szinkronok
A sorozatot először a Minimax vetítette Magyarországon, szinkronizálták az első két évadot. A Disney Junior az első két évadot eredeti nyelven sugározza. Az M2 az első évadot még a Minimax szinkronjával sugározta, a másodikat azonban újraszinkronizálták. A harmadik évadot a Disney Junior adta, ezúttal már magyarul, harmadik szinkronhang-variációkkal.
- Disney Junior-verzió

A szinkront a Disney Junior megbízásából az SDI Media Hungary készítette.
Magyar változat: Kiss Odett
Dalszöveg: Szente Vajk
Hangmérnök: Böhm Gergely
Vágó: Pilipár Éva
Gyártásvezető: Molnár Melinda
Szinkronrendező: Járai Kíra
Produkciós vezető: Máhr Rita
- MTVA-verzió

A szinkront az MTVA megbízásából a VidArTeam készítette.
Magyar szöveg: Csantavéri Júlia
Vágó: Wünsch Attila
Gyártásvezető: Farkas Márta
Szerkesztő: Vince Szabina
Hangmérnök: Kemendi Balázs
Szinkronrendező: Csoma Ferenc
Főcímdal: Csuha Bori
Főcím: Zahorán Adrienne

## Epizódok

### 1. évad
1. A házfestés
2. A joghurttorta
3. Buli van
4. Füstös ötlet
5. A világ vége
6. Mérges méhek
7. Tavaszi nagytakarítás
8. Falánk Loopdidoo
9. Kié a sárkány?
10. Játsszunk kötéllel!
11. Ússzunk egyet!
12. Faház TV
13. Ide a sütivel
14. Tűz van
15. Száguldás a havon
16. Gyurmázzunk!
17. Hulló csillag
18. Korcsolyázzunk!
19. Ide a kalapáccsal!
20. A csiga futtatás
21. Kutya élet
22. Az elveszett levél
23. Az oltáskönyv
24. A szavatossági idő
25. Egy igazi kakukk
26. Illat ár
27. A csuklás
28. Április bolondja
29. Majdnem karácsony
30. Megfázás
31. Királyi bánásmód
32. Álmatlan éjszaka
33. Az elátkozott cipő
34. Azt csiripelték a madarak
35. A fogoly
36. Szemet szemért, fogat fogért
37. A pilóta
38. Kakukk
39. Drága vétség
40. Szerelmi bánat
41. A tolvajok királya
42. Robi, a robot
43. A szemüveg
44. Kincskeresés
45. A verseny
46. Gonzag, a nap hőse
47. Hőguta
48. Az iglu
49. A nyakörv
50. Kumbaya
51. A farkas
52. Emlékezetkiesés

### 2. évad
1. Egyre magasabbra
2. A tojástolvaj
3. A tejfog
4. Tetvek és színek
5. Az autóbolondok
6. Kutya jó nap
7. Galamb-röptetés
8. Elfuserált vár
9. A nagy utazás
10. Boszorkány inasok
11. Fájós hüvelykujjak
12. A fagyott galamb
13. A jogosítvány
14. Törpe játék
15. A pillangó effektus
16. Nehéz-súly
17. Sherlock Loopdidoo
18. Bújócska
19. Bársonytalp
20. Lesérülünk
21. Ketyegő tojás
22. Csupa fül
23. A bosszúálló macska
24. Petunia bárkája
25. A pecakirály
26. A szánhúzó kutya
27. Hideg és meleg
28. A rettenthetetlen mohikán
29. Babonaság
30. Vigyázat, jövök!
31. Loopdidaa kisasszony
32. 5 perced van!
33. A gonosz méhecske
34. Öntelt kutya
35. Kutyaparfüm
36. Segítség, sír a vakond!
37. Kurkuma fakír ajándéka
38. Ez nem igazság!
39. Telefonáljunk!
40. Loopdidoo és a szuperlabda
41. Szuper-Loopdidooman
42. A hangyák háborúja
43. Hurrá, nyaralunk!
44. A szerelőzsenik